# FX!32
FX!32 — программный эмулятор, позволяющий x86 Win32-программам выполняться на Alpha-ориентированных системах при запущенном Windows NT. Выпущенный в 1996 году, FX!32 был разработан компанией Digital Equipment Corporation (DEC) для поддержки своих микропроцессоров Alpha. В то время существовала точка зрения, что RISC-процессоры заменят x86-процессоры благодаря своей более эффективной и простой реализации, позволяющей достичь более высоких тактовых частот. Единственным способом, который мог поддержать Alpha, была программная совместимость с существующими приложениями под Win32 x86.
Эмуляция на тот момент выступала лишь в качестве концепта, но FX!32 продвинулся дальше. Он анализировал ход исполнения программы в кодах x86, в реальном времени выполнял двоичную трансляцию, создавая DLL-файлы в машинном коде процессора Alpha, чтобы приложение могло вызывать их при следующем запуске. Данная технология поддерживалась уже в выпуске 1.0, FX!32 достиг 40-50 % скорости выполнения Win32 x86-приложений от их выполнения в родном режиме, при проектируемых 70 % при улучшенной оптимизации.

## Дополнительные источники
- FX!32: A Profile-Directed Binary Translator
- DIGITAL FX!32: Running 32-Bit x86 Applications on Alpha NT from the Proceedings of the USENIX Windows NT Workshop, Seattle, Washington, August 1997
- DIGITAL FX!32: Combining Emulation and Binary Translation from the Digital Technical Journal, Volume 9 Number 1, 1997
- FX!32 v1.5 download (недоступная ссылка) — Переименуйте, указав расширение .exe